# Robert F. Smith
Robert Frederick Smith (Colorado, 1º de dezembro de 1962) é um empresário, filantropo, engenheiro químico e investidor norte-americano. Ele é o fundador, presidente e CEO da Vista Equity Partners. Em 2020, apareceu na lista de 100 pessoas mais influentes do ano pela Time.